# Bothriocline
 Bothriocline   Oliv. ex Benth., 1873 è un genere di piante angiosperme dicotiledoni della famiglia delle Asteraceae.

## Etimologia
Il nome scientifico del genere è stato definito per la prima volta dai botanici Daniel Oliver (1830-1916) e George Bentham (1800-1884) nella pubblicazione " Hooker's Icones Plantarum; or figures, with brief descriptive characters and remarks of new or rare plants. London" ( Hooker's Icon. Pl. 12: 30, t. 1133) del 1873 .

## Descrizione
Le specie di questo genere sono delle erbacee con cicli biologici annuali o perenni (quest'ultime spesso con germogli annuali da un portainnesto legnoso). Spesso sulla superficie di queste piante sono presenti peli semplici, peli asimmetrici a “T” e anche flagelliformi con peduncoli multicellulari.
Le foglie sono disposte in modo alterno, opposto o a spirale. Sono picciolate con la lamina intera a forma lanceolata; la base è cuneata e l'apice è acuto. Le venature normalmente sono pennate. I margini sono variamente seghettati. La superficie può essere pubescente. Le foglie sono aromatiche.
L'infiorescenza è formata da alcuni capolini peduncolati raccolti spesso in formazioni corimbose terminali o ascellari. La struttura dei capolini è quella tipica delle Asteraceae: un peduncolo sorregge un involucro a forma da emisferica a strettamente obconica-cilindrica composto da 25 - 50 squame (o brattee) disposte su 3 - 5 serie embricate che fanno da protezione al ricettacolo sul quale s'inseriscono i fiori di tipo tubuloso. Le brattee dell'involucro, persistenti e con i margini più pallidi, a volte sono divise in esterne e interne (con quelle interne progressivamente più lunghe). Il ricettacolo, piano e alveolato, normalmente è sprovvisto di pagliette (ricettacolo nudo).
I fiori (da 3 a100) sono tetra-ciclici (ossia sono presenti 4 verticilli: calice – corolla – androceo – gineceo) e pentameri (ogni verticillo ha in genere 5 elementi). I fiori sono inoltre ermafroditi e actinomorfi.
- Formula fiorale:

*/x K {\displaystyle \infty }, [C (5), A (5)], G 2 (infero), achenio
- Calice: i sepali del calice sono ridotti ad una coroncina di squame.
- Corolla: la corolla è formata da un tubo cilindrico terminante con 5 stretti lobi. La corolla è ghiandolosa e glabra nei lobi. I colori sono porpora, malva, lilla, blu o bianco.
- Androceo: gli stami sono 5 con filamenti liberi e distinti, mentre le antere sono saldate in un manicotto (o tubo) circondante lo stilo.[10] Le antere alla base sono arrotondate (o subacute); in genere sono prive di ghiandole. Il polline è del tipo tricolporato (con tre aperture sia di tipo a fessura che tipo isodiametrica o poro)[11]; con polline triporato la parte più esterna dell'esina è sollevata a forma di creste e depressioni (può essere anche non "lophato").
- Gineceo: lo stilo è filiforme con base priva di nodi oppure con larghi nodi o protuberanze e apice peloso. Gli stigmi dello stilo sono due lunghi e divergenti; sono sottili, pelosi e con apice acuto. L'ovario è infero uniloculare formato da 2 carpelli. Gli stigmi hanno la superficie stigmatica interna (vicino alla base).[12]

I frutti sono degli acheni brunastri con pappo. Gli acheni, con forme prismatiche o cilindriche, hanno 4 (8) vistose coste arrotondate (tra le coste sono presenti delle ghiandole). Sulla superficie degli acheni sono presenti dei tricomi oppure dei tubercoli; all'interno si può trovare del tessuto di tipo idioblasto e rafidi di tipo subquadrato da corti a elongati; non è presente il tessuto fitomelanina. Il pappo, caduco e di tipo coroniforme, è formato da setole leggermente piumose.

## Biologia
- Impollinazione: l'impollinazione avviene tramite insetti (impollinazione entomogama tramite farfalle diurne e notturne).
- Riproduzione: la fecondazione avviene fondamentalmente tramite l'impollinazione dei fiori (vedi sopra).
- Dispersione: i semi (gli acheni) cadendo a terra sono successivamente dispersi soprattutto da insetti tipo formiche (disseminazione mirmecoria). In questo tipo di piante avviene anche un altro tipo di dispersione: zoocoria. Infatti gli uncini delle brattee dell'involucro si agganciano ai peli degli animali di passaggio disperdendo così anche su lunghe distanze i semi della pianta.

## Distribuzione e habitat
Le specie di questo gruppo si trovano principalmente in Africa centrale.

## Tassonomia
La famiglia di appartenenza di questa voce (Asteraceae o Compositae, nomen conservandum) probabilmente originaria del Sud America, è la più numerosa del mondo vegetale, comprende oltre 23.000 specie distribuite su 1.535 generi, oppure 22.750 specie e 1.530 generi secondo altre fonti (una delle checklist più aggiornata elenca fino a 1.679 generi). La famiglia attualmente (2021) è divisa in 16 sottofamiglie.

### Filogenesi
Le specie di questo gruppo appartengono alla sottotribù Erlangeinae descritta all'interno della tribù Vernonieae Cass. della sottofamiglia Vernonioideae Lindl.. Questa classificazione è stata ottenuta ultimamente con le analisi del DNA delle varie specie del gruppo. Da un punto di vista filogenetico in base alle ultime analisi sul DNA la tribù Vernonieae è risultata divisa in due grandi cladi: Muovo Mondo e Vecchio Mondo. I generi di Erlangeinae appartengono al subclade relativo all'Africa tropicale e meridionale (l'altro subclade africano comprende anche specie delle Hawaii) frammisti ai generi di altre sottotribù; si tratta quindi di un clade non ancora ben risolto filogeneticamente.
La sottotribù, e quindi i suoi generi, si distingue per i seguenti caratteri:
- le specie della sottotribù sono principalmente di origine Africana;
- nella pubescenza sono presenti peli da asimmetrici a simmetrici a forma di "T";
- alcune specie hanno delle foglie pennate divise in segmenti;
- le infiorescenze in genere non sono sottese alla base da brattee fogliacee;
- il polline varia da triporato a tricolporato;
- gli acheni possono avere da 4 a 12 coste;
- il pappo è cupoliforme.

In precedenza la tribù Vernonieae, e quindi la sottotribù di questo genere, era descritta all'interno della sottofamiglia Cichorioideae.
I caratteri distintivi per le specie di questo genere sono:
- le brattee dell'involucro sono verdastre con margini sclerificati;
- le foglie sono disposte in modo alterno, opposto o a spirale;
- gli acheni sono provvisti di lunghe e ampie coste;
- il polline è tricolporato ("lophato" oppure no).

Il numero cromosomico delle specie di questo genere è: 2n = 40 (18, 20 e 36).

### Elenco delle specie
Questo genere ha 61 specie:
- Bothriocline aggregata (Hutch.) Wild & G.V.Pope
- Bothriocline amphicoma  Wech.
- Bothriocline amplifolia  (O.Hoffm. & Muschl.) M.G.Gilbert
- Bothriocline angolensis  (Hiern) Wild & G.V.Pope
- Bothriocline argentea  (O.Hoffm.) Wild & G.V.Pope
- Bothriocline atroviolacea  Wech.
- Bothriocline attenuata  (Muschl.) Lisowski
- Bothriocline auriculata  (M.Taylor) C.Jeffrey
- Bothriocline bagshawei  (S.Moore) C.Jeffrey
- Bothriocline bampsii  Lisowski
- Bothriocline carrissoi  Wech.
- Bothriocline concinna  (S.Moore) Wech.
- Bothriocline congesta  (M.Taylor) Wech.
- Bothriocline cuneifolia  Lisowski
- Bothriocline emilioides  C.Jeffrey
- Bothriocline ethulioides  C.Jeffrey
- Bothriocline fruticosa  (C.D.Adams) Lisowski ex D.J.N.Hind
- Bothriocline fusca  (S.Moore) M.G.Gilbert
- Bothriocline glabrescens  C.Jeffrey
- Bothriocline globosa  (Robyns) C.Jeffrey
- Bothriocline glomerata  (O.Hoffm. & Muschl.) C.Jeffrey
- Bothriocline grandicapitulata  Lisowski
- Bothriocline hispida  (S.Moore) Wild & G.V.Pope
- Bothriocline hoyoensis  Lisowski
- Bothriocline huillensis  (Hiern) Wild & G.V.Pope
- Bothriocline imatongensis  (M.Taylor) C.Jeffrey
- Bothriocline inyangana  N.E.Br.
- Bothriocline ituriensis  Lisowski
- Bothriocline katangensis  Lisowski
- Bothriocline kundelungensis  Lisowski
- Bothriocline kungwensis  C.Jeffrey
- Bothriocline laxa  N.E.Br.
- Bothriocline leonardiana  Lisowski
- Bothriocline longipes  N.E.Br.
- Bothriocline malaissei  Lisowski
- Bothriocline marungensis  Lisowski
- Bothriocline mbalensis  (Wild & G.V.Pope) C.Jeffrey
- Bothriocline microcephala  (S.Moore) Wild & G.V.Pope
- Bothriocline milanjiensis  (S.Moore) Wild & G.V.Pope
- Bothriocline monocephala  (Hiern) Wild & G.V.Pope
- Bothriocline monticola  (M.Taylor) Wech.
- Bothriocline moramballae  O.Hoffm.
- Bothriocline muschleriana  Wild & G.V.Pope
- Bothriocline nyiruensis  C.Jeffrey
- Bothriocline nyungwensis  Wech.
- Bothriocline pauciseta  O.Hoffm.
- Bothriocline pauwelsii  Lisowski
- Bothriocline pectinata  (O.Hoffm.) Wild & G.V.Pope
- Bothriocline quercifolia  C.Jeffrey
- Bothriocline ripensis  (Hutch.) Wild & G.V.Pope
- Bothriocline ruwenzoriensis  (S.Moore) C.Jeffrey
- Bothriocline schimperi  Oliv. & Hiern ex Benth.
- Bothriocline sengensis  (S.Moore) Wech.
- Bothriocline shagayuensis  C.Jeffrey
- Bothriocline steetziana  Wild & G.V.Pope
- Bothriocline subcordata  (De Wild.) Wech.
- Bothriocline trifoliata  (De Wild. & Muschl.) Wild & G.V.Pope
- Bothriocline ugandensis  (S.Moore) M.G.Gilbert
- Bothriocline upembensis  Lisowski
- Bothriocline virungae  Wech.
- Bothriocline wittei  Lisowski

### Sinonimi
Sono elencati alcuni sinonimi per questa entità:
- Volkensia O.Hoffm.